# Moisés Pascual Pozas
Moisés Pascual Pozas (Valle de Santibáñez, 1948) es un novelista español, finalista en el año 2005 del Premio Nacional de Narrativa, cultivador de la corriente literaria neorruralista.

## Biografía
Moisés Pascual (Valle de Santibáñez, provincia de Burgos) es Doctor en Filología Hispánica por la Universidad de Barcelona, ciudad donde acabó la carrera de Filosofía y Letras que había comenzado en la Universidad de Salamanca. Ha ejercido su actividad docente en Inglaterra (Universidad de Bristol), Senegal (Universidad de Dakar), Italia (Universidad de Mesina), Marruecos (Universidad de Marrakech), Líbano (Instituto Cervantes de Beirut), Hungría (Escuela Internacional de Comercio de Budapest) y Estados Unidos (Higt School de Culvr City en Los Ángeles). En la actualidad es profesor en el Liceo Internacional de Saint Germain en Laye (Francia). Entremedias de esos trabajos en el extranjero ha sido profesor en diversos Institutos de Educación Secundaria de España.

## Obra literaria
Moisés Pascual no es un escritor prolífico. Entre su primera novela corta publicada en 1980 y la última (2005), han transcurrido veinticinco años, en medio de los cuales fue publicando otras tres novelas y un libro de relatos breves. Eso se debe a que se trata de un escritor, a la vez, meticuloso exigente y ambicioso. Él mismo lo decía en una entrevista y lo recogió después en una conferencia: "Puedo escribir una obra mala o correcta, pero siempre desde la máxima ambición". Esta obra reducida presenta, por otra parte, una gran unidad y una voz inequívoca y personal que se podría sintetizar en las siguientes notas características:
- Una muy consciente voluntad de estilo, que le lleva a la elaboración de frases amplias, redondeadas y armónicas, salpicadas de adjetivos primorosamente buscados y llenas de reminiscencias, a modo de recreaciones, de textos clásicos. Con todo, esa voluntad de estilo le lleva en ocasiones a un preciosismo literario algo artificioso.
- Un bucear en la experiencia personal (desde el mundo de la infancia hasta el de sus aventuras viajeras por medio mundo) para encontrar en ellas argumentos que, después, en la escritura, remontan el vuelo y se convierten en historias con sentidos universales. Es decir, Moisés Pascual parte del mundo de lo vivido personalmente para encontrar en ello significaciones de valor general.
- Como él mismo lo ha escrito, un deseo de "rescatar del olvido a unas personas y un mundo que ya no están". Se refiere, claro está, a las formas de vida y a los habitantes del mundo rural castellano en trance de desaparecer, que encuentran en las novelas de Pascual, como décadas antes ocurriera con Miguel Delibes, una nueva oportunidad de sobrevivir.
- Un componente filosófico o moral que sustenta unas narraciones a través de las cuales Moisés Pascual indaga en el sentido de nuestra existencia, entendida como un viaje con caminos abiertos que los personajes tienen que elegir.

Estos cuatro elementos dan como resultado una obra muy sugerente pero de no fácil lectura. Siguiendo acaso el consejo del novelista cubano Alejo Carpentier, Pacual cree que la dificultad es la cortesía del autor hacia el lector. El novelista castellano, escritor ambicioso y exigente, se dirige a un lector al que también quiere exigente; y al igual que no le interesa un producto literario, fácil y convencional, de esos que se dicen de usar y tirar, tampoco le interesa el lector pasivo o simplemente perezoso, que se limita a seguir distraído unas peripecias ya conocidas de antemano en la mayoría de los casos.
Además de esta faceta como narrador, Moisés Pascual es autor de varios artículos y ensayos críticos sobre La Dorotea, de Lope de Vega, El Quijote, la obra de Jesús Fernández Santos y la literatura de viajes.

## Premios
- 1980: Premio Cáceres de novela corta por Los descendientes del musgo.
- 1996: Premio Juan Gil Albert de novela por El carrusel de la plaza del reloj.
- 2005: Finalista del Premio Nacional de Narrativa por Espejos de humo.

## Obra publicada. (Narrativa)
- Los descendientes del musgo (1980). El Brocense, Cáceres.
- Dulce como el amor / Dolce como il amore (1991). Cinco cuentos escritos a finales de los años setenta y publicados en edición bilingüe español-italiano, Armando Siciliano Editore, Mesina. Versión español-francés en 2006, Consejería de Educación, Embajada de España, París.
- El laberinto de los rostros (1993). La primera versión de esta novela, titulada entonces El libro de las sombras, fue finalista del Premio Andalucía de Novela. Su traducción italiana obtuvo el Premio Elio Vittorini, Armando Siciliano Editore, Mesina.
- El carrusel de la plaza del reloj (1996). Ayuntamiento de Valencia.
- Las voces de Candama (2002). Dossoles, Burgos.
- Espejos de humo (2005). Dossoles, Burgos. Versión bilingüe español-francés en 2008, Consejería de Educación, Embajada de España, París.
- Carrusel de sombras (2020). Esta obra fue finalista del Premio de la Crítica de Castilla y León en 2021.[2]